# Redemptor hominis

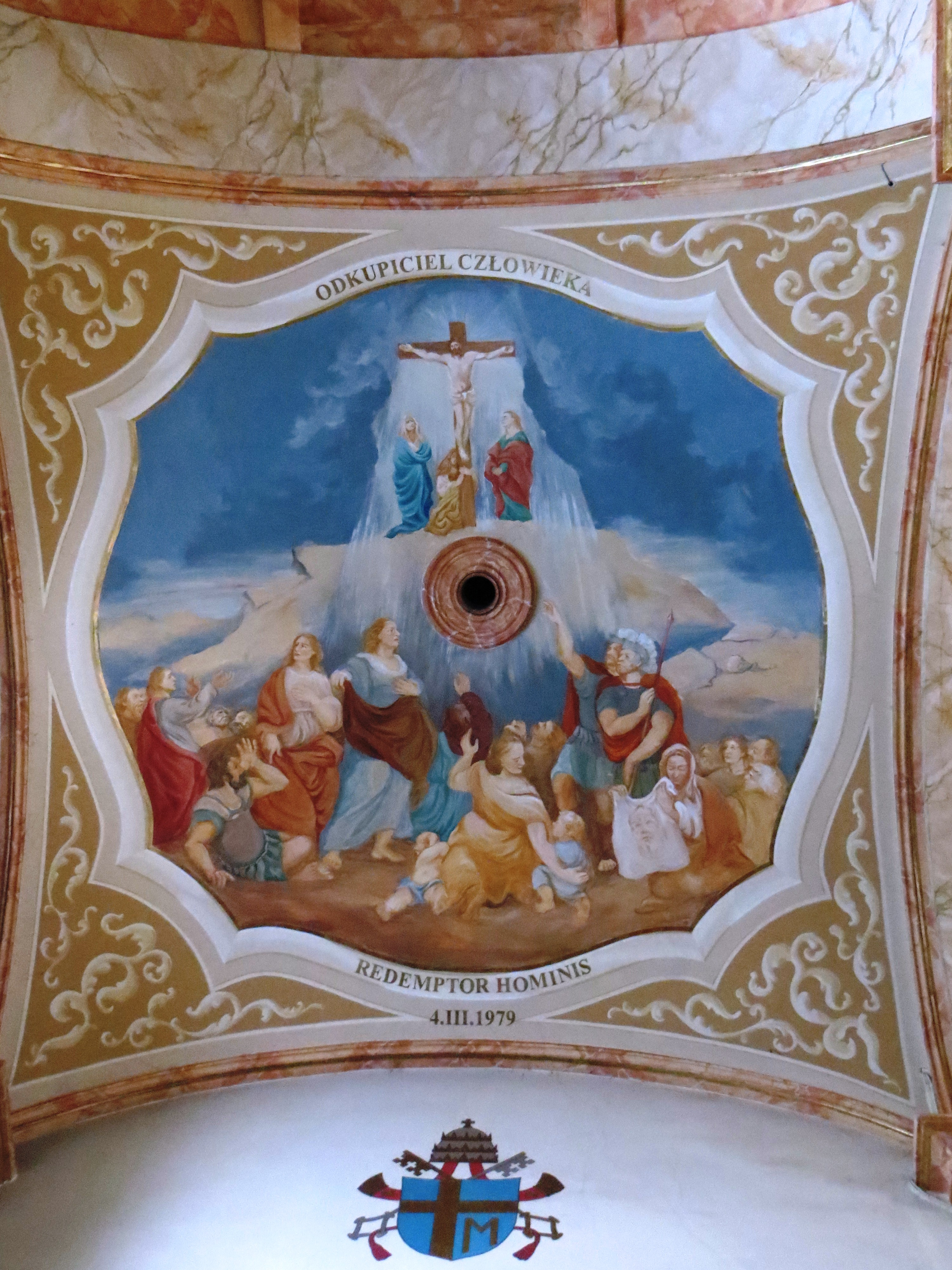
Художнє бачення енцикліки «Redemptor hominis» на стелі базиліки Пресвятої Богородиці у Вадовиці

Redemptor Hominis (укр. Відкупитель людини) — енцикліка Папи Римського Івана Павла II, що була проголошена 4 березня 1979 року, менш ніж через 5 місяців від початку папського правління Івана Павла II, і менш ніж після 3 місяців встановлення дипломатичних зв'язків між Ватиканом і СРСР.
У цьому документі новий Папа проголосив основні, знакові риси свого понтифікату, аналізуючи сучасні проблеми людства запропонував шляхи вирішення цих проблем, ґрунтуючись на глибокому розумінні людського єства.
Важливість енцикліки визначається двома аспектами:
- Це програмний документ понтифікату,
- це перша енцикліка в галузі теологічної антропології в історії.

«Редемптор Гомініс», як програмний документ понтифікату, містить усі елементи, які як ескіз задіяв Папа Римський у своїй проповіді, виголошеній під час інавгураційної Меси, і які були включені у заклик відкрити двері до Христа, бачачи очікування майбутнього тисячоліття, а також у оголошенні про виконання положень Ради Ватикан II. Пізніша реалізація припущень, викладених в енцикліці, полегшує тлумачення документу, а сам Папа Римський від проголошення 1994 р. «Tertio millennio adveniente» називає свою першу енцикліку герменевтичним ключем понтифікату. Того ж року в інтерв'ю, яке Іван Павло ІІ дав Вітторіо Мессорі, і опублікував під назвою «Переступити поріг надії», Папа сказав про енцикліку:
|  | Я приніс із собою правильний зміст. Мені просто довелося переписати з пам'яті і досвідчити те, чим я жив на порозі мого понтифікату. Я наголошую на цьому, оскільки енцикліка підтверджує, з одного боку, традицію 'богословських шкіл', яку я покинув, а з іншого - стилю пастирської опіки, про який я маю на увазі. Таємниця Відкуплення вбачається тут очима великого оновлення людини й всього, що є людським. Ось як це бачив Собор, особливо в "Gaudium et spes". |

## Зміст
Індекс «Redemptor Hominis» (RH) структурований таким чином:
- I — Вступ (п. 1-6)
- II — Таємниця викуплення (п. 7-12)
- III — Викуплена людина та її ситуація у сучасному світі (n. 13-17)
- IV — Місія Церкви та доля людини (п. 18-22)

## Введення
Енцикліка розглядає основні проблеми, з якими стикався світ у той час. Іван Павло ІІ розпочав свій пантифікат під час фази внутрішньої кризи в Католицькій Церкві. Він натякає у вступі на читача і слухача енцикліки, проте заявляє про своє переконання, що в Церкві також працює багато позитивних енергій, тому «ця нова» хвиля «життя Церкви» є «набагато сильнішою, ніж симптоми сумнівів, колапсу і криза» (RH 5).
«Редемптор Гомініс» каже, що рішення цих проблем можна знайти через глибше розуміння людяності людини, так і людської природи Христа. Для цього енцикліка неодноразово посилається на філософську течію персоналізму, шановану Папою Римським також у решті його понтифікату.
Енцикліка також мала на меті підготувати Церкву до неминучого приходу третього тисячоліття, яке Папа називає «новим приходом Церкви» (RH 1).

## Критика атеїстичних урядів
«Redemptor hominis» вважають протиставленням системі атеїстичного комунізму, що був у рідній Польщі для Папи,
|                                  | атеїзму, що запланований, організований та структурований як політична система. |
| — Ioannes Paulus PP. II, (RH 11) |                                                                                 |

Іван Павло II протиставляє це на філософському рівні, як нелюдське. Цитуючи знамениту цитату Августина «Ти створив нас для себе, Господи, і серце наше неспокійне, поки воно не впирається в тебе», Папа стверджував, що людяна особа природно прагне до Бога через будь-яку релігію як повного виміру людства. Таким чином, він констатує, що такі системи, як комунізм, які заперечують цей суттєвий аспект людської природи, є принципово хибними та за своєю суттю не в змозі задовольнити найглибші людські туги до найбільш повного вираження людського життя. Це філософське підґрунтя надзвичайно успішних дій Папи Римського протистояння комунізмові в політичному полі.

Він конкретно засуджує уряди, які виступають проти свободи віросповідання, як напад на притаманну людині гідність:
|                         | Зменшення релігійної свободи людей та громад є не лише болючим досвідом, але це, перш за все, є нападом на саму гідність людини. |
| — Ioannes Paulus PP. II | |

## Місіонерська прихильність і релігійна свобода
Іван Павло ІІ наполягав на необхідності донести послання Бога до «всіх культур, до всіх ідейних уявлень, до всіх людей доброї волі» з правильним «місіонерським ставленням». Таке ставлення, зазначає він, має починатися з правильного розгляду того, що «є в кожній людині», роблячи знову акцент на темі персоналізму. Він вважав, що правильне вираження місіонерського ставлення не є руйнівним, а починається з побудови на тому, що вже є.
Іван Павло II використав цю концепцію як основу для іншої центральної теми свого понтифікату: релігійної свободи. Починаючи з декларації II-го Ватиканського собору у «Dignitatis Humanae» (Декларація про релігійну свободу), Папа вчить, що кожна місіонерська робота Церкви повинна починатися з «глибокої поваги до людини, її розуму, її волі, совісті та його свободи». Він вважав, що Католицька Церква є справжнім хранителем свободи людини. У той же час він нагадує про повагу Церкви до інших релігій, тим самим неявно засуджуючи комуністичні уряди, які забороняють свободу віросповідання.

## Злука Христа з кожною людиною
Щодо іншого аспекту персоналістичної теми, Іван Павло ІІ вважав, що невірно говорити про «союз Христа з людиною», що розуміється як «безособовий союз Христа з людством», що розуміється як рівномірна агломерація: «Це не питання „абстрактної“, а реальної людини, „конкретної“, „історичної“. Це — „кожна“ людина».
Натомість, за його словами, Христос досягає кожної людини у своїй індивідуальності, так що кожна людина може здійснити власну подорож, і з особистого досвіду любові Христа до нього як до особистості може випливати реалізація його власного потенціалу. Таким же чином місія Церкви — досягти кожної людини окремо:
|                                  | Оскільки ця людина є тим самим шляхом Церкви, способом свого повсякденного життя та досвіду, своєї місії та зусиль, Церква сучасності завжди повинна усвідомлювати своє «становище» все новішим чином. |
| — Ioannes Paulus PP. II, (RH 14) | |

## Страхи людини
Іван Павло ІІ вважав, що те, чого людина найбільше боїться, — це результат власних творінь: екологічна катастрофа, що виникає внаслідок безумовної експлуатації природних ресурсів, і страх, викликаний зростаючою військовою силою, що передбачає загрозу тотального знищення, «немислиме самознищення, перед яким всі біди катаклізмів та катастроф в історії, які ми знаємо, ніби стають блідими».
Він підкреслив, що хоча технологічний та матеріальний розвиток є автентичною ознакою величі людини, він ставить тривожне запитання: Цей прогрес, автором і прихильником якого є людина, робить життя людини на Землі, у кожному його «більш людському» аспекті? Чи робить вас більш «гідною людиною»? І знову ж таки, людська особистість повинна бути мірилом того, що добре, і не створена лише для виробництва та накопичення. Енцикліка вчить, що, хоч і всупереч її намірам, кожна суто матеріалістична система, яка за суттю ігнорує людську особистість, остаточно засуджує людину як раба власного продукту.
Передбачаючи дисбаланс економічних ресурсів, чергову повторювану причину його понтифікату, Іван Павло ІІ заохочує більшу увагу до проблем бідних. Ще раз він наполягає на тому, що рішення полягає в більшій моральній відповідальності, побудованій на більш глибокому розумінні гідності людської людини, про що вчив сам Христос у своєму описі Страшного суду в Євангелії згідно Мт. 25:31-46.

## Місія навчання у Церкви
Передбачаючи тему, яка буде широко розроблена в енцикліці «Veritatis Splendor» (1993), Іван Павло II ще раз підтвердив відповідальність Церкви у своїй пророчій місії вказувати та навчати світ правді. Він також підтвердив важливість катехизи, що є вченням про віру, кульмінацією якої згодом стане оприлюднення Катехизису Католицької Церкви.

## Таїнство Євхаристії та Сповіді
У заключній частині енцикліки є розділ, присвячений Євхаристії, ще одній темі, яка вирізняла понтифікат Івана Павла ІІ. Підкреслюючи, що Євхаристія «є центром і вершиною всього Таїнственного життя» (RH 20). Понтифік нагадав про звичайну тему особистого єднання з Христом людини, яка таким чином вступає в інтимний контакт із самим Христом через це Таїнство.
Він також вносить тему персоналізму у свою відповідь на полеміку після II-го Ватиканського собору щодо Таїнства Сповіді. В деяких випадках це Таїнство здійснювалося одночасно для кількох людей, без попереднього індивідуального визнання своїх гріхів. Іван Павло ІІ наполягає на практикуванні цього Таїнства, оскільки особиста зустріч з Христом, який прощає, — це право кожної людини, і навпаки:
|                                  | Це право на більш особисту зустріч людини з розп'ятим Христом, який прощає, з Христом, який через служіння Таїнства Примирення промовляє: "Прощаються твої гріхи"; "Іди, і відтепер більше не гріши". Як очевидно, це водночас право самого Христа на кожну викуплену Ним людину. Це право зустрічатися з кожним із нас у той ключовий момент душі, який є наверненням і прощенням. |
| — Ioannes Paulus PP. II, (RH 20) | |

## Таємниця викупу людства
Іван Павло II вказує на основне вчення про втілення та спокуту як найвищі докази Божої любові до людства:
|                                  | Людина не може жити без любові. Він залишається незрозумілою істотою для себе, його життя є безглуздим, якщо любов не являється і йому, якщо він не зустрічає кохання, якщо він не переживає його і не робить його своїм, якщо він не бере участі в його силі. І тому саме Христос-Відкупитель повністю відкриває людину самій людині. |
| — Ioannes Paulus PP. II, (RH 10) | |

У відповідь на цю любов кожна людина, яка справді хоче пізнати себе, якою би слабкою вона не була, повинна наближатися до Христа:
|                                  | Людина, яка хоче повною мірою зрозуміти себе, повинна зі своєю непосидючістю та невпевненістю, а також зі своєю слабкістю та гріховністю, своїм життям та смертю наблизитися до Христа. Він повинен, так би мовити, увійти в неї, вона повинна "відповідати" і засвоювати всю реальність Втілення і Відкуплення, щоб знайти себе. |
| — Ioannes Paulus PP. II, (RH 10) | |

## Богородиця
Започаткував звичай, який згодом стане постійним у всіх його енцикліках. В останній частині документу Іван Павло ІІ зосередився на фігурі Діви Марії. Зокрема, він закликає всю Церкву (маючи на увазі всіх членів Церкви, а не лише ієрархію) взяти Марію як Матір та модель для живлення світу.